# Somló Bódog
Somló Bódog, também conhecido como Felix Somló (nome ocidentalizado) (Pozsony, hoje Bratislava, 21 de julho de 1873 – Cluj-napoca, 28 de setembro de 1920) advogado, jurista, filósofo do direito, etnógrafo, sociólogo, e professor universitário. Fundou a Sociedade de Ciências Sociais com a participação de Harkányi Edével e Pikler Gyulával.

## Vida
Filho do engenheiro Lipót Fleischer e de Jozefin Weinberger. Completou seus estudos nas Universidades de Cluj-napoca, Leipzig, e Heidelberg. De 1899 a 1903, foi professor de Ciências Políticas na universidade de Cluj. Também a partir de 1899 ensinou direito na faculdade de Oradea. Tornou-se professor permanente da Universidade de Cluj em 1905. A partir de 1918, foi professor de política e de direito internacional na Universidade de Budapest. Suicidou-se porque não conseguiu lidar com o Tratado de Trianon, onde a Hungria (antigo Império Austro-Húngaro) foi reduzida territorialmente, militarmente, e economicamente pelos poderes aliados vencedores da Primeira Guerra Mundial.

## Trabalho
No dia 29 de março de 1903, a Sociedade de Ciências Sociais realizou uma reunião na qual Felix Somló apresentou um estudo intitulado A teoria do desenvolvimento social e algumas aplicações práticas. A revista Século XX, publicação da Sociedade de Ciências Sociais, publicou o estudo na edição de março. O texto foi repreendido pelo parlamento e pelo Ministro de Estado como anti-monárquico. Somló buscou, durante este tempo, manter um perfil baixo e evitar o centro das atenções.
O primeiro período da carreira de Somló, até 1910, foi fortemente influenciado pela sociologia evolutiva do impacto humano de Herbert Spencer. A segunda fase consistiu de obras para refutar a primeira. Ele deixou a sociologia naturalista e passou a focar na filosofia moral e do direito.
Sua primeira obra, Parlamentarismo, é pioneira dos estudos jurídicos húngaros. Ele argumentou que o parlamentarismo é apenas um fenômeno temporário, que é uma marca de um certo ponto de desenvolvimento de um governo. Suas obras Szociológia (Sociologia, 1901), Ethika (Ética, 1900) e Jogbölcselet (Filosofia Jurídica, 1901) apontaram a direção dos pensamentos que lhe influenciavam decisivamente; a sociologia evolucionária de Spencer, a teoria da percepção de Pikler, e a sociologia de Marx.
A teoria da percepção de Pikler ensina ensina que as pessoas formam estados, códigos de direito, associações, e qualquer instituição racionalmente, até que eles percebam que eles podem atender suas necessidades de uma forma mais moderna criando novas instituições, como fizeram anteriormente. Usando a 'percepção' como um processo, Somló concluiu que seria impossível estabelecer leis sociológicas, ou um direito sociológico. Somló rapidamente refutou a ideia de que os fatores que contribuem ao surgimento de fenômenos sociais são apenas devidos ao corpo humano (psicológicos).
A esfera de sua pesquisa lidava com a relação entre o corpo humano e suas circunstâncias, ou ambiente. Esta foi a essência do embate entre a intervenção do Estado e do individualismo em 1903. Nesse sentido, Somló estabeleceu o lugar e o significado natural da intervenção estatal no processo natural de desenvolvimento social. Ele lança duas palavras-chave: uma é "humano", a outra é o "ambiente". Devido à natureza fragmentada do nosso conhecimento, a intervenção pode ser apenas imperfeita e levar a consequências não intencionais, mas também se aplica a todos os tipos de ações, e se aceitarmos as palavras de Spencer, não seremos individualistas, mas passivos. 
Somló encontra resultados semelhantes na análise da relação entre a intervenção estatal e a seleção natural. Apenas as evidências demonstradamente históricas e indutivas impedirão os ataques que ameaçam a liberdade humana a favor da interferência do Estado. Ele fala da evolução geral de um estado, até o ponto no qual o alcance das leis estatais crescem, mas onde os indivíduos se tornam cada vez mais espontâneos e menos voluntariamente sujeitos a regras, de modo que esta subordinação será muito mais fraca. Esta subordinação espontânea aplica-se apenas à lei, e não à alterações da própria lei. Tudo deve ser declarado direito natural, o que é um pré-requisito para o desenvolvimento e a alteração das leis.

## Principais obras
- Parlamentarizmus a magyar jogban; Do parlamentarismo no direito Húngaro, (Budapeste, 1896);
- Törvényszerűség a szociológiában; Do direito sociológico (Budapeste, 1898);
- A nemzetközi jog bölcseletének alapelvei; O direito internacional, filosofia de princípios (Budapeste, 1898);
- Zur Gründung einer beschreibenden Soziologie (Berlim, 1909);O direito consuetudinário. Cluj-Napoca : J. Stein, 1914. 31 p.
- Der Güterverkehr in der Urgeschellschaft (Bruxelas - Leipzig, 1909); correto teoria jurídica (Cluj-napoca, 1914);
- A szokás jog. Kolozsvár : Stein J., 1914. 31 p. A helyes jog elmélete (Kolozsvár, 1914); Machiavelli / Somló Bódog. Budapest : Politzer Zsigmond és Fia, 1921.30 p. Gedanken zu einer ersten Philosophie (Berlin – Leipzig, 1926);
- Juristische Grundlehre (Leipzig, 1927). Értékfilozófiai írások / szerk., az előszót és a jegyzeteket írta Szegő Katalin. Kolozsvár : Pro Philosophia ; Szeged : JATE BTK Filozófia Tansz., 1999. (Ser. A magyar nyelvű filozófiai irodalom forrásai ; 1.) ISBN 9634824102
- Maquiavel / Somló Feliz. Budapeste : Politzer Zsigmond e Filho, 1921.30 p.
- Gedanken zu ein mil ersten Philosophie (Berlim, Leipzig, 1926);
- Juristische Grundlehre (Leipzig, 1927).
- Valor escritos filosóficos / ed., o prefácio e notas escritas por uma Violação de Catherine. Cluj-napoca : Pro Philosophia ; Szeged : JATE BTK Filosofia Tansz., 1999. (Ser. A língua inglesa literatura filosófica fontes ; 1.) ISBN 963-482-410-2

## Discussão
- A teoria do desenvolvimento social e alguns aplicação prática / Somló Feliz. In: A sociologia primeiro húngaro a oficina: o Século xx círculo / [. e bev. estudo: Lituânia György Szücs, László]. Budapeste, 1973, Pensando.
- Natureza e sociedade / Szabó Ervin. Ibid.
- Somló Feliz de resposta. Ibid.
- Resposta Somló Feliz / Szabó Ervin. Ibid.

## Literatura
- Bárd János: S. B. jogászati alapvetése (Huszadik Század, 1918. 1.);
- Moór Gyula: S. B. (Budapest, 1921);
- Szabó Imre: A burzsoá állam- és jogbölcselet (Budapest, 1955). Szabadfalvi József: Somló Bódog (1873-1920).
- Magyar Jogtudósok IV. Szerk. Hamza Gábor. Budapest, 2014. 53-67. old.